# Palazzina Tempesti
La Palazzina Tempesti est un palais éclectique et Art nouveau située dans la ville de Grosseto, Toscane, dans la banlieue extra-muros de Porta Nuova.

## Histoire
Le bâtiment a été construit en 1913, selon un projet de l'ingénieur Corrado Andreini, comme résidence privée de Giuseppe Tempesti, directeur de la succursale grossetaine de Monte dei Paschi di Siena,. La palazzina (« petit palais ») faisait partie du premier plan d'urbanisme de Grosseto approuvé en 1912 et élaboré par le même ingénieur Andreini.
Après la Seconde Guerre mondiale, elle a perdu sa fonction résidentielle et est devenue le siège de l'aqueduc de Fiora (Acquedotto del Fiora).

## Description
La façade principale présente des éléments Art nouveau et néo-classiques et se caractérise par deux bandes latérales de fenêtres arquées à l'anglaise (bow window).